# 魔域幻境之浴血戰場
《魔域幻境之浴血戰場》（台湾又译作，簡稱UT、UT99、UT1（爲和之後上市魔域幻境之浴血戰場2003、魔域幻境之浴血戰場2004、魔域幻境之浴血戰場3相區分，許多玩家在UT後面加上1或99，特指第一代UT））。
UT是款造成轟動的第一人稱射擊遊戲，由Epic Games開發，作爲《魔域幻境》（Unreal）的多人部分的增強版，故命名上也沿用了Unreal一詞，UT專注在多人遊戲的設計上，被視作是雷神之錘III的主要勁敵，兩款遊戲的發行時間只差十天。
《魔域幻境之浴血戰場》提供單人模式，但並沒有真正充實的劇情，只是在一連串的關卡中挑戰電腦對手（Bot）。每挑戰一個關卡，就會打開後續的新關卡，並且電腦對手的難度也會逐漸加大，新的遊戲模式也在這個過程中解鎖。
雖然雷神之錘III有更佳的畫面效果，但UT有更多的遊戲模式、更多的攻擊方式（延續前作，每款武器都有兩種開火模式），以及更廣的電腦AI調整等優點，諸多特色讓UT在許多媒體都獲得了極佳的評價，GameSpot網站更給予95分的超高評價 （页面存档备份，存于）。
UT在游戏模组開發方面，比《魔域幻境》更為友善，另外，UT還可以自行製作‘變異設定’（mutators），可以改變諸如移動速度、武器傷害等設定，在製作上亦比模組容易。
除了PC版，UT還發行了Dreamcast和PlayStation 2版本，兩者皆支援4人分割畫面的多人模式，Dreamcast還有支援8人連線模式。

## 遊戲模式

### 死亡對決
最傳統的遊戲模式，玩家要殺死除了自己以外的敵人。

### 團隊死亡對決
玩法跟死亡對決一樣，只不過是分成了數個小隊進行對抗。

### 搶旗子（Capture The Flag）
分成兩隊，將敵方基地的旗子帶回我方基地便得分，但是若旗子被搶奪的話則要盡全力奪回來。

### 突擊（Assault）
分成攻守雙方，攻擊方必須完成該關中指定的所有任務，而防守方則必須要想辦法阻止攻擊方達成任務，若防守方成功在時間到時阻止攻擊方完成任務則防守方得分，反之若攻擊方完成任務則攻守互換，原防守方只有原攻擊方完成任務的時間去執行任務，倘若能夠以更短的時間達成任務的話則原防守方得分，反之則原攻擊方得分。

### 支配（Domination）
關卡中會有數個據點，佔領據點之後便會持續累加分數，據點越多分數加得越快，所以每方都必須持續的對據點進行攻守，是一個很緊湊的遊戲模式。

### 最後生存者（Last Man Standing）
每個玩家要殺死自己以外的敵人，同時必須保住自己有限的復活次數。當死亡次數過多而無法復活時，玩家便出局。而最後一個把其他對手殺死，並還存活在場上的人，便是最後的勝利者。

## 武器

### 衝擊鎚（Impact Hammer）
基本近戰武器，將空氣集滿時可以將沒有防護盾的人一擊必殺，此武器可以用來施展火箭跳。

### 電鋸（Chainsaw）
非常稀有的近戰武器，近距離的殺傷力相當驚人，或是也可以橫揮直接將敵人的頭砍下來。

### 執法者（Enforcer）
手槍，基本武器，撿到第二把時可以使用雙槍攻擊來加快射速。

### 生化步槍（Bio-Rifle）
投射出的生化溶液可以附著在地面上，當蒸發時會產生小範圍的生化傷害，可以聚集一大團會分裂的生化溶液，直接命中的話將造成非常大的傷害，此武器適合作據點防守。

### 衝擊步槍（Shock Rifle）
發射雷射與光球攻擊敵人，當雷射擊中光球時會產生威力強大的震盪波，但是同時會大量消耗能源。

### 脈衝步槍（Pulse Rifle）
連續發射電漿球攻擊敵人，或是發射一條電漿雷射攻擊近距離的敵人，不管是在近距離或是遠距離都相當實用的武器。

### 撕裂者（Ripper）
投射出碰到地形會反彈的刀片，假如命中頭部的話將可以一擊必殺，刀片也可以切換成爆破模式攻擊敵人。

### 迷你機槍（Minigun）
有著超高的射擊速率，可以快速的將敵人射成蜂窩，不過切換較高的發射速度時命中率會下降。

### 高射加農砲（Flak Cannon）
藉由高速擠壓破片彈殼的方式發射出大量的熱鐵片霰彈攻擊敵人，近距離殺傷力驚人，或是也可以當成迫擊砲，直接發射破片彈殼炸彈來攻擊遠處或是轉角處的敵人。

### 火箭發射器（Rocket Launcher）
可以一次聚集6發火箭，然後藉由火箭或是榴彈的方式攻擊敵人，另外也可以鎖定熱源體讓發射出去的火箭具有微追蹤功能。

### 狙擊步槍（Sniper Rifle）
威力強大的遠距離武器，如果命中頭部的話就可以一擊必殺。

### 救世主（Redeemer）
發射一枚小型核彈，每一把救世主只能夠裝載一枚核彈，核彈也可以藉由遙控的方式來操控它要擊中哪一個地方，但是核彈被擊落的話將不會產生爆炸，另若是發射者被殺也會自行摧毀。

### 傳送器（Translocator）
非攻擊性武器，傳送器會發射出傳送圓盤，之後便可以傳送到圓盤處，但是當玩家持有旗子時使用會強制丟棄旗子，另外要注意圓盤被敵人摧毀時傳送的話會立即死亡，而假如有任何生物站在傳送圓盤上面的話，傳送者進行傳送時會將該生物撕裂。

## 外部連結
- 魔域幻境總系列官方網站 （页面存档备份，存于）
- 浴血戰場系列官方網站 （页面存档备份，存于）
- Planet Unreal
- BeyondUnreal （页面存档备份，存于）
- UT系列相關檔案集中營 （页面存档备份，存于）
- UT模組 （页面存档备份，存于）
- Unreal Wiki
- UTPG.org （页面存档备份，存于）—社群支援的UT更新計畫